# Consuelo Vanderbilt
Consuelo Vanderbilt-Balsan (anteriormente Consuelo Spencer-Churchill, Duquesa de Marlborough; nascida Consuelo Vanderbilt; Nova Iorque, 2 de março de 1877 - Idem, 6 de dezembro de 1964) foi uma socialite estadunidense e membro da família Vanderbilt. Seu primeiro casamento com o 9.º Duque de Marlborough foi um notório exemplo dos casamentos vantajosos, mas sem amor, comuns entre as princesas do dólar americano durante a Era Dourada dos Estados Unidos.

## Biografia

### Início de vida

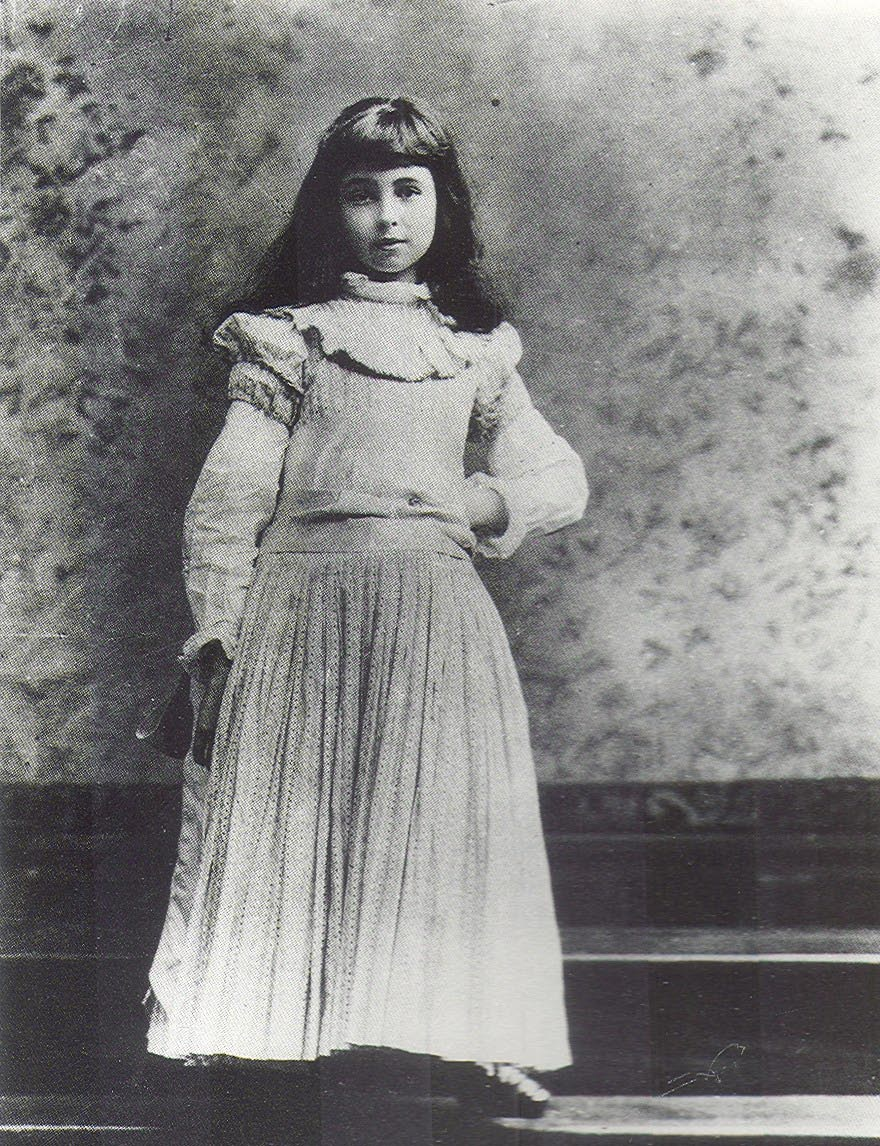
Consuelo na infância

Nascida na cidade de Nova Iorque, Consuelo era a única filha e a mais velha de William Kissam Vanderbilt, um milionário empresário do ramo ferroviário, e sua primeira esposa, Alva Erskine Smith, uma southern belle, sufragista e filha de Murray Forbes Smith. O nome espanhol de Consuelo foi em homenagem à sua madrinha, Consuelo Yznaga, uma socialite meio cubana, meio estadunidense que criou um rebuliço social em 1876 quando se casou com o caçador de fortunas George Montagu, Visconde Mandeville (mais tarde 8.º Duque de Manchester), uma união da aristocracia do Velho Mundo e do "novo dinheiro" do Novo Mundo.
Consuelo era amplamente dominada por sua mãe, que estava determinada que sua filha estava destinada a um ótimo casamento como a de sua famosa homônima. Em sua autobiografia, Consuelo descreveu como ela era obrigada a usar uma haste de aço, que descia por sua espinha e prendia em volta de sua cintura e sobre seus ombros, para melhorar sua postura. Ela foi educada inteiramente em casa por governantas e tutores, e aprendeu línguas estrangeiras em tenra idade. Sua mãe a chicoteava com um chicote de montaria por pequenas infrações, e quando, quando adolescente, Consuelo se opôs às roupas que sua mãe havia selecionado para ela, Alva disse a ela que "eu penso, você faz o que lhe mandam".
Como sua madrinha, Consuelo atraiu vários pretendentes portadores de títulos ansiosos para trocar posição social por dinheiro. Sua mãe teria recebido pelo menos cinco propostas para sua mão. Consuelo foi autorizada a considerar a proposta de apenas um dos homens, o príncipe Francisco José de Battenberg, mas ela desenvolveu uma aversão instantânea a ele. Nenhum dos outros, no entanto, era bom o suficiente para Alva, ela mesma filha de um corretor de algodão.
Consuelo era considerada uma grande beldade, com um rosto atraente o suficiente para fazer com que o dramaturgo Sir James Barrie, autor de Peter Pan, escrevesse: "Eu ficava o dia todo na rua para ver Consuelo Marlborough entrar em sua carruagem". O estudante de Oxford Guy Fortescue descreveu mais tarde como ele e seus amigos ficaram cativados por seu "rosto oval picante empoleirado em um pescoço longo e fino, seus enormes olhos escuros franjados com cílios curvados, suas covinhas e seus dentes minúsculos quando ela sorria". Consuelo veio a incorporar um "visual esguio e firme" que estava na moda durante a era eduardiana.

### Primeiro casamento
Consuelo casou-se com Charles Spencer-Churchill, o 9.º Duque de Marlborough, na Igreja de Saint Thomas, Manhattan, em 6 de novembro de 1895. Eles tiveram dois filhos: John Albert Edward William Spencer-Churchill, Marquês de Blandford (mais tarde o 10.º Duque de Marlborough e afilhado do futuro rei Eduardo VII) em 1897, e Lorde Ivor Charles Spencer-Churchill em 1898.
Como uma das mais ricas e conhecidas princesas do dólar americano do final do século XIX e início do século XX, o duque obteve um grande dote através do casamento e teria confessado a Consuelo que se casou com ela para salvar o Palácio de Blenheim, sua casa ancestral, da falência.
Presa num casamento infeliz, a nova duquesa acabou se apaixonando pelo belo primo de seu marido, Reginald Fellowes, enquanto o Duque caiu sob o encanto de Gladys Marie Deacon, uma excêntrica e rica socialite estadunidense. Separados desde 1906, quando Consuelo teve um caso extraconjugal e planejou fugir com o 7.º Marquês de Londonderry, o casamento entre Consuelo e o duque seria finalmente anulado em 1926, a pedido do duque e com consentimento de Consuelo, em 19 de agosto de 1926.

### Segundo casamento e vida posterior
O segundo casamento de Consuelo, em 4 de julho de 1921, foi com o tenente-coronel Jacques Balsan, um pioneiro francês recordista em pilotar balões, aeronaves e hidroaviões, que tinha trabalhado com os irmãos Wright. Também herdeiro da indústria têxtil, Balsan era o irmão mais novo de Étienne Balsan, um antigo amante de [[Coco Chanel. O casamento foi feliz durou até a morte de Balsan em 1956, aos 88 anos.
Após o fim do primeiro casamento, Consuelo ainda mantinha laços com parentes favoritos de Churchill, particularmente com Winston Churchill. Ele era um visitante frequente em seu castelo em Saint-Georges-Motel, uma pequena comuna perto de Dreux, a cerca de 50 milhas de Paris, nas décadas de 1920 e 1930.
Os registros na Flórida mostram que em 1932 Consuelo construiu uma casa em Manalapan, ao sul de Palm Beach. A mansão de 26.000 pés quadrados foi projetada por Maurice Fatio e chamada de "Casa Alva", em homenagem à sua mãe; a propriedade foi vendida em 1957. Muitos acreditam que, em 1946, Churchill rascunhou seu famoso discurso da Cortina de Ferro ali, quando visitou Consuelo a caminho do Missouri para fazer o discurso no Westminster College.
Como Consuelo Vanderbilt-Balsan, ela publicou sua autobiografia perspicaz, mas não totalmente sincera, The Glitter and the Gold, em 1953. Apesar das sugestões de que foi escrita por Stuart Preston, um escritor americano que era crítico de arte do The New York Times, Preston negou consistentemente esse papel ao admitir envolvimento não especificado com o livro. Um crítico do The Times o chamou de "um epitáfio ideal da era da elegância".
Consuelo morreu em Southampton, Long Island, Nova Iorque, em 6 de dezembro de 1964. Ela foi enterrada perto de seu filho mais novo, Lorde Ivor, no cemitério da Igreja de St Martin, Bladon, Oxfordshire, não muito longe de sua antiga casa, o Palácio de Blenheim. Seu patrimônio foi estimado em não mais de $ 2.000.000, com a maior parte de sua renda sendo derivada de fundos que seriam transferidos para seus filhos após sua morte. A principal beneficiária de seu patrimônio pessoal, incluindo sua residência em Southampton e suas joias, era sua neta mais velha, Lady Sarah.

## Galeria

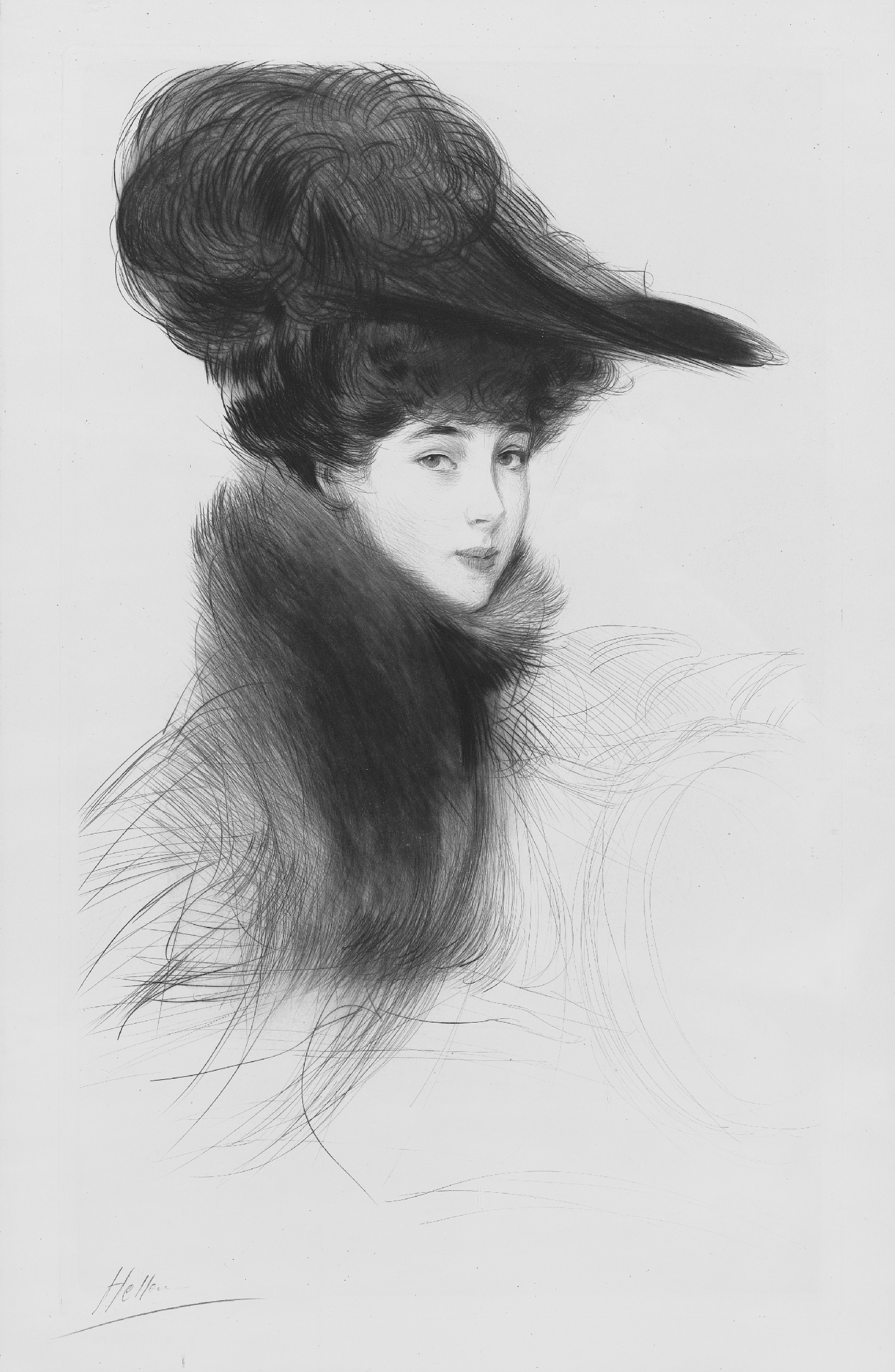
Consuelo em gravura de Paul César Helleu
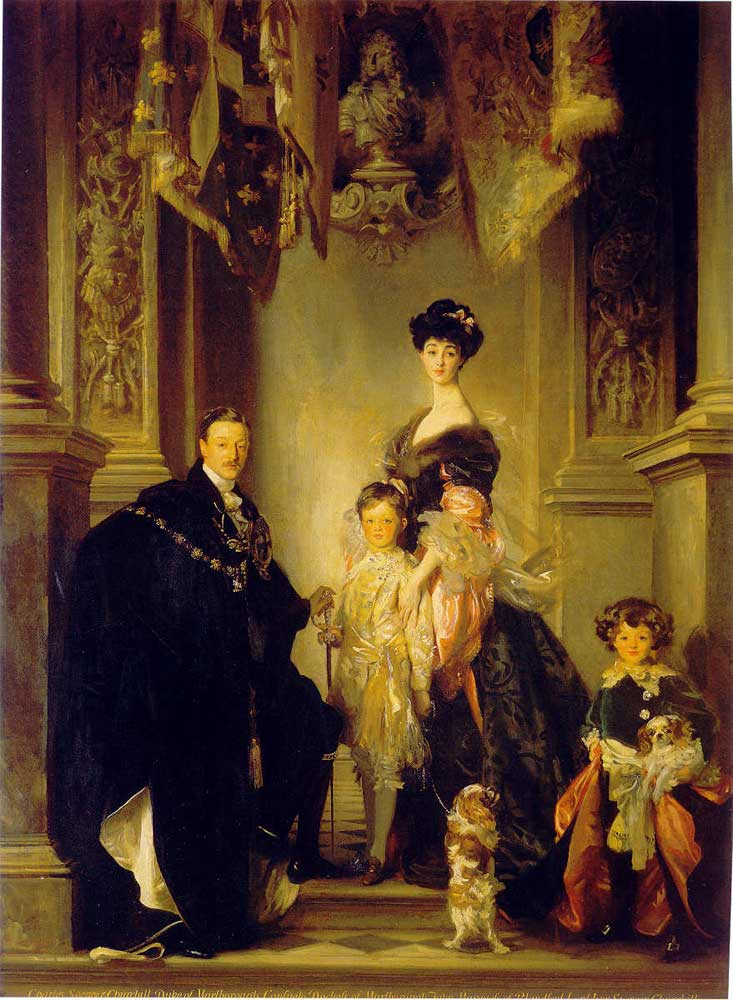
A família do Duque de Marlborough (pintura de John Singer Sargent)
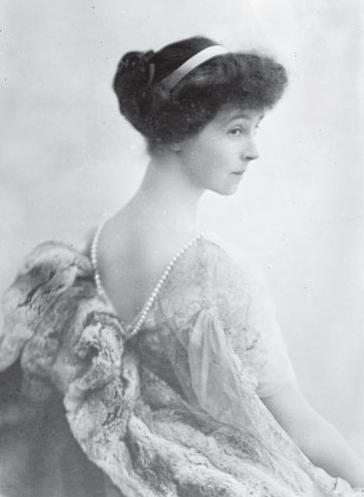
Consuelo Vanderbilt
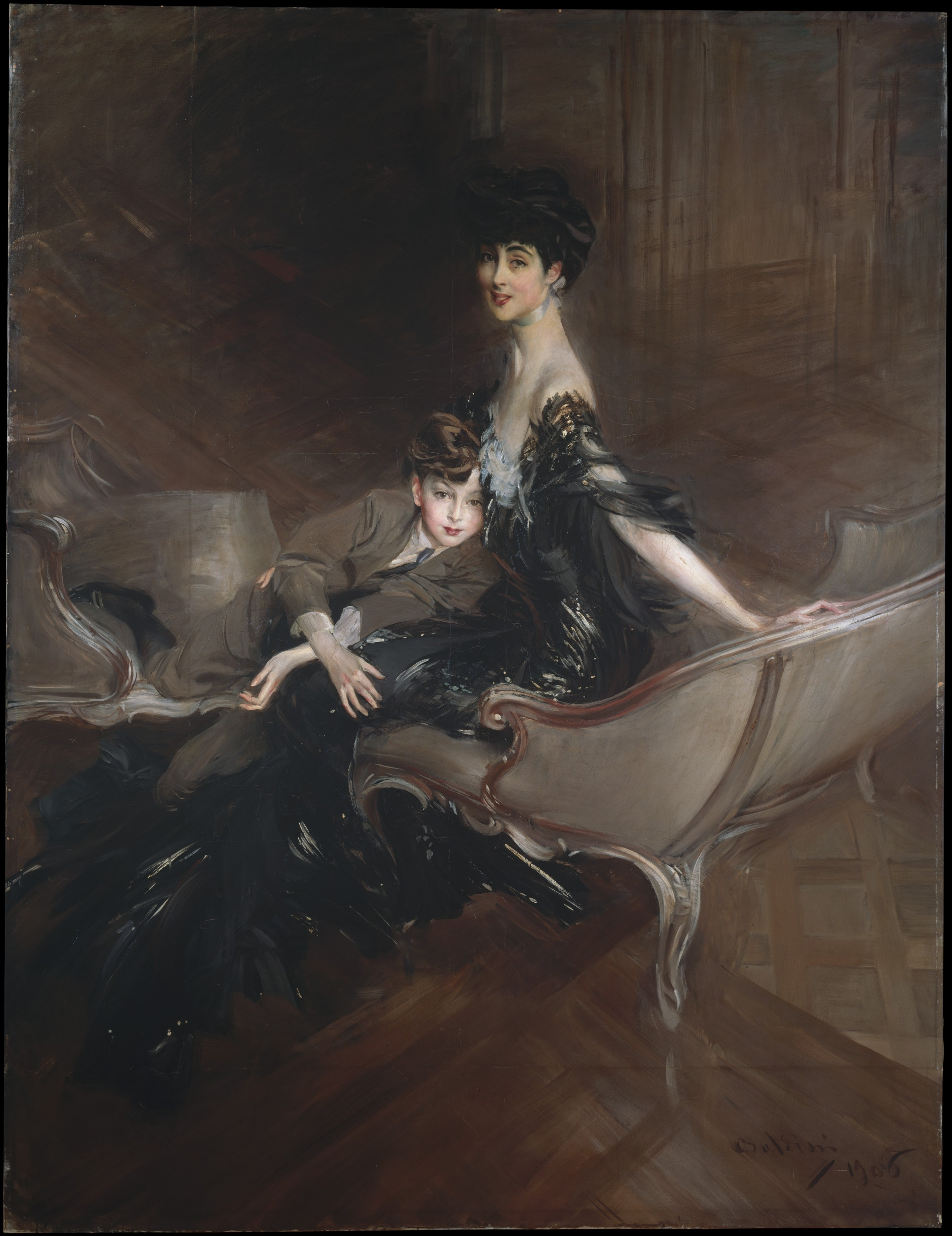
Consuelo, Duquesa de Marlborough e o filho Lorde Ivor Spencer-Churchill (pintura de Giovanni Boldini)
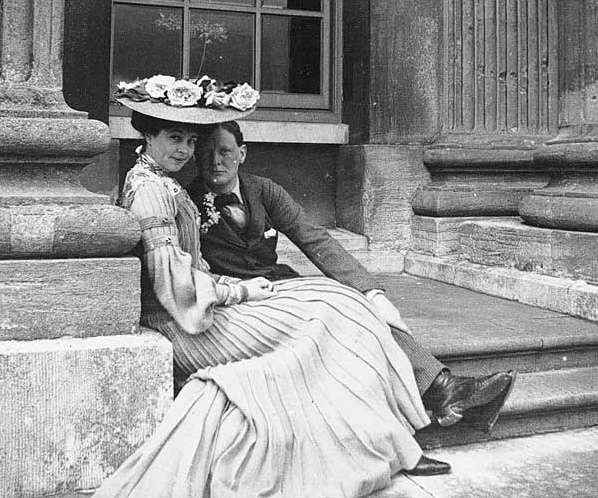
Consuelo Vanderbilt e Winston Churchill